# Gelu Barbu
Gelu Barbu (n. 14 aprilie 1932, Lugoj – d. 17 februarie 2016, Las Palmas) a fost un balerin și coregraf român.

## Biografie
Gelu Barbu s-a născut în 1932 în Lugoj, fiu al compozitorului Filaret Barbu. I-a fost sugerat să se apuce de dans de Cornelia Brediceanu, soția poetului Lucian Blaga, prieteni de familie cu Filaret. În copilărie, a urmat cursuri de dans expresionist german în orașul natal, continuându-și studiile la București sub îndrumarea Floriei Capsali (școala franceză), a lui Andrei Romanovski (școala rusă), a lui Trixy Checais (dans modern) și a lui Oleg Danovski.
În 1950, Barbu a început studiile la Institutul Coregrafic de Stat din Leningrad (acum Sankt Petersburg), având-o ca profesoară pe Agrippina Vaganova, cea care a dat mai apoi numele școlii. A dansat pe scena Teatrului Kirov. După cinci ani petrecuți în Rusia, s-a întors în țară unde a fost prim balerin al Operei Naționale București. În urma unei acuzații conform căreia Barbu a vorbit de rău regimul socialist la Ambasada Statelor Unite ale Americii, acestuia i s-a propus să devină spion. Cu ajutorul lui Mihai Brediceanu, director al Operei din București de atunci și naș al său, lui Barbu i s-a permis să plece într-un turneu în Germania de Est, de unde a reușit să treacă Zidul Berlinului spre vest. A făcut parte din corpul de balet a unei televiziuni bavareze, iar mai apoi a încheiat un contract cu un producător de televiziune care a realizat o serie de emisiuni în Italia, Barbu interpretând diverse personaje antice.
În 1966 s-a stabilit în Las Palmas, un oraș din Insulele Canare, Spania. Aici a fondat propria companie de balet, Barbu declarând că a făcut „o mică revoluție”, întrucât țara nu avea în acel moment o școală de dans contemporan.  Cu privire la Spania, acesta a mărturisit: „M-am simțit exilat în Franța sau în Germania, dar niciodată aici. Aceasta este a doua mea patrie, aproape prima, întrucât am făcut aici mai multe lucruri decât în țara mea”.
S-a întors în România după revoluție, la treizeci de ani după ce a părăsit-o, fiind invitat la Festivalul „George Enescu”. În 2002, a fost decorat cu titlul de Cavaler al Ordinului național „Steaua României” de președintele Ion Iliescu. De asemenea, Barbu a primit Ordinul Constituției din partea lui Olav al V-lea al Norvegiei, precum și distincțiile de cetățean de onoare al Lugojului și al localității Las Palmas, cea din urmă venind din partea regelui Juan Carlos I al Spaniei.
Barbu a murit în 2016, la 83 de ani, în Las Palmas. Cauza decesului a fost o tromboză cerebrală suferită cu doi ani înainte care i-a deteriorat grav starea de sănătate.